# Clematis patens 'Syrena'
Cultivar
La clématite patens 'Syrena' est un cultivar de clématite obtenue en 1969 par Stefan Franczak en Pologne.
La clématite 'Syrena' a été commercialisée à partir de 1980. Elle fut nommée d'après le personnage mythologique : la sirène qui est l'emblème de la ville de Varsovie.

## Description
'Syrena' est une clématite à fleur rouge presque pourpre, de grande taille possédant entre sept et neuf sépales et d'un diamètre d'environ 18 centimètres. La couleur jaune et rouge des étamines de cette clématite se mêlent parfaitement avec les sépales elliptiques qui se chevauchent.
A taille adulte la clématite 'Syrena' se développent à environ 2 m.
Elle ne possède pas de parfum particulier.

### Feuilles
Les feuilles de cette clématite sont parfois simples, parfois alternes.

## Distribution
En France la clématite 'Syrena' est une des variétés les plus produites, elle est ainsi une des plus distribuées.

## Protection
'Syrena' n'est protégée par aucun organisme.

## Culture
La clématite 'Syrena' est adaptée à la culture en pleine terre ou en pot.
Cette clématite du groupe 3 fleurie sur le bois de l'année au printemps puis sur la pousse de l'été à l'automne. Elle résiste à des températures inférieures à 20 °C.

## Maladies et ravageurs
La clématite 'Syrena' est sensible à l'excès d'eau ce qui pourra provoquer une pourriture du collet de la plante et ainsi la mort de la clématite.

## Récompense
À ce jour 'Syrena' n'a reçu aucune récompense.